# الديار (السبرة)

تعديل مصدري - تعديل

الديار محلة تابعة لقرية شايب، التابعة لعزلة زبيد بمديرية السبرة إحدى مديريات محافظة إب في الجمهورية اليمنية.، بلغ تعداد سكانها 109 حسب تعداد اليمن لعام 2004.